# Стаи (Смоленская область)
Стаи — деревня в Руднянском районе Смоленской области России. Входит в состав Кругловского сельского поселения. Население — 420 жителей (2007 год). 
Расположена в западной части области в 8 км к западу от Рудни, в 3 км севернее автодороги А141 Орёл — Витебск, на берегу реки Черница. В 7 км юго-восточнее деревни расположена железнодорожная станция О.п. 462-й км на линии Смоленск — Витебск. 

## История
В годы Великой Отечественной войны деревня была оккупирована гитлеровскими войсками в июле 1941 года, освобождена в октябре 1943 года.
В 1967 году установлен обелиск войнам-односельчанам погибшим во времена ВОВ.  